# 白馬さのさかスキー場
白馬さのさかスキー場（はくばさのさかスキーじょう）は、長野県北安曇郡白馬村に位置するスキー場である。
以前はサンアルピナ白馬さのさかスキー場(古くは佐野坂高原スキー場)と称していたが、2002-2003シーズンからロゴが白馬さのさかとなり、2009-2010シーズン以後は呼称にサンアルピナと冠することはなくなった。

## 概要
フリースタイル系競技に対して積極的な取り組みを行っており、常設モーグルコースやクロスコースなどが設置されているほか、夏場にはウォータージャンプ施設を運営している。また、全国屈指の実力を持つスノーボードスクールや、モーグル専門のスキースクールが常設されていることなどから、基礎スノーボーダーやモーグルスキーヤーに支持されている。

## ゲレンデ
- カストルプラザ周辺
  - カービングゲレンデ・モーグルパーク…北側は常設モーグルコース(スノーボード禁止)。人工コブのコースとしては国内でも屈指の規模を誇る。南側は整地されたカービングゲレンデとなっている。
  - モーグルチャレンジゲレンデ…圧雪しない上級者コース。
  - パラダイス・パラダイスダウンヒル…クワッドを使った快適なロングコース。
  - ニューパラダイスゲレンデ
- 第3クワッド周辺
  - レイクダウンコース…その名の通り青木湖を見ながらの爽快なコース。
  - EXPANDクロスコース…国内屈指の規模を誇るクロスコース。

## 施設
- クワッドリフト2基、トリプルリフト1基、ペアリフト2基(シングルリフトが2基あったが段階的に廃止された)
- カストルプラザ…このスキー場のベースにある中心的施設。スキーセンター的役割を担う。ガラス貼りの近代的な外観が特徴である。
- 駐車場(合計1100台、全日無料)

## その他
- 隣のサンアルピナ青木湖スキー場との連絡コースはスノーボーダー泣かせの平坦なコースであったが、青木湖スキー場が2009-10シーズンより閉鎖されたため、連絡コースも閉鎖された。
- メインゲレンデのモーグルコースはメッカ的存在となっており、元モーグル日本代表の上村愛子もしばしば練習に来ていた。またモーグルビギナーの為のコースも設置されている。

## アクセス
- 鉄道
  - 大糸線南神城駅より徒歩12分、駅前より無料シャトルバス運行
- 車
  - 長野自動車道安曇野ICより県道306号（北アルプスパノラマロード）経由で41km

## 沿革
- 2009年(平成21年) - 2009-2010シーズンからサンアルピナ青木湖スキー場が閉鎖となったため、鹿島槍スキー場を含めた3スキー場のサンアルピナ共通券が廃止となった。
- 2014年(平成26年) - 2014-2015シーズンから株式会社マックアースの運営となる。
- 2017年(平成29年) - 経営不振により2017-2018シーズンの運営見通しが立っていなかったが、11月24日、株式会社マックアースがクロスプロジェクトグループの関連会社(アドバンス株式会社)に運営を委託する形で営業するとの報道があった[1]。リフトは第2・第3クワッド・第6ペアの3基のみの運行となる。契約は1シーズンのみで、その後は未定。
- 2018年(平成30年) - 6月、株式会社マックアースが、エコーバレースキー場・Mt.乗鞍スノーリゾート・白馬さのさかスキー場と福島の箕輪スキー場を、株式会社ブルーキャピタルマネジメントに譲渡したことが報道・発表された[2][3]。
- 2020年(令和2年) - 2020-2021シーズンの早割リフト券やシーズン券が販売されていたが、10月末にスキー場webサイトにおいて「昨今の社会情勢の中、十分なコロナ対策及び運営内容の見直しが困難」なため営業を休止するとの発表があった。しかし11月中旬、一転して「白馬さのさか観光協会及び近隣住民の皆様の協力を得てオープンへの目処が立った」として12月25日オープン予定に変更された。